# Woodsia oregana
Woodsia oregana är en hällebräkenväxtart. Woodsia oregana ingår i släktet Woodsia och familjen Woodsiaceae.

## Underarter
Arten delas in i följande underarter:
- W. o. cathcartiana
- W. o. oregana

## Bildgalleri

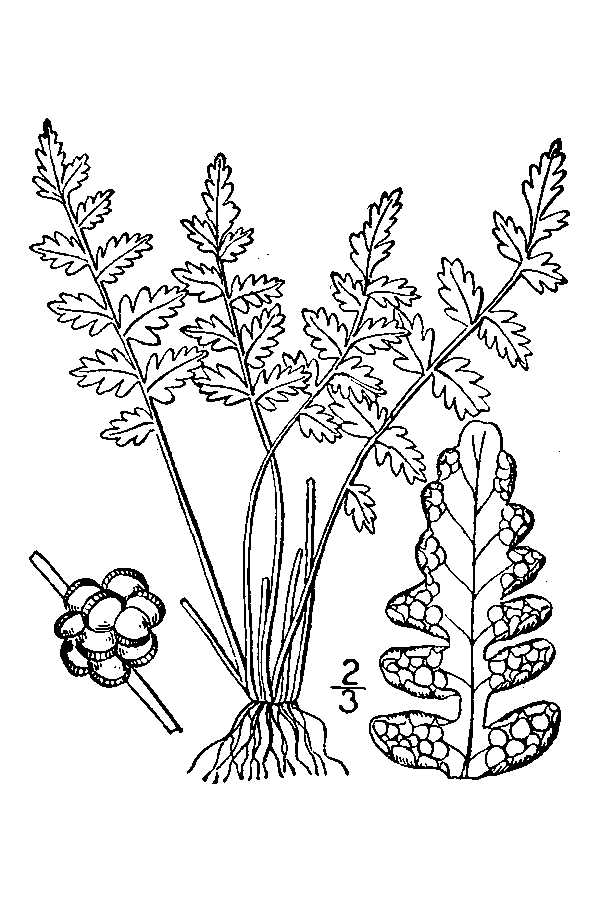